# Thụ phấn mở

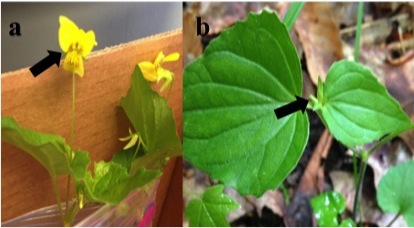
Hoa thụ phấn mở (a) và thụ phấn đóng (b) của Viola pubescens. Mũi tên chỉ vào cấu trúc.

Thụ phấn mở, là một cơ chế sinh sản thực vật, trong đó sự thụ phấn xảy ra ở hoa thụ phấn mở. Hoa thụ phấn mở thường sặc sỡ với cánh hoa mở bao quanh các bộ phận sinh sản tiếp xúc. Thụ phấn mở bắt nguồn từ tiếng Hy Lạp cho "hôn nhân mở", được đặt tên theo sự sắp xếp mở của các cấu trúc hoa. Một khi hoa thụ phấn mở đã đạt đến độ chín, chúng mở ra và nhị hoa và/hoặc đầu nhụy của chúng được tạo sẵn để thụ phấn. Mặc dù một số loài thực vật có hoa thụ phấn mở tự thụ tinh, hầu hết các loài hoa thụ phấn mở được thụ phấn chéo bởi các tác nhân sinh học (ví dụ côn trùng) hoặc phi sinh học (ví dụ gió).
Hoa thụ phấn mở được thụ phấn chéo có lợi thế sinh sản hữu tính giữa hai bố mẹ khác nhau, dẫn đến sự tái hợp di truyền và hạt giống di truyền. Những hạt giống riêng biệt này làm tăng sự đa dạng di truyền của quần thể thực vật và làm giảm áp lức cận huyết và các alen gây hại. Hạt giống được tạo ra bởi hoa thụ phấn mở được thụ phấn chéo, cũng có thể thể hiện sức sống lai (dị hợp) và tăng thể lực.
Để thúc đẩy quá trình thụ phấn chéo, hoa thụ phấn mở thường có những cánh hoa có màu sắc nổi bật và mật hoa thơm ngon để thu hút và thưởng cho các loài thụ phấn. Tuy nhiên, các cơ quan hoa hấp dẫn này có thể bất lợi vì chúng tốn kém về năng lượng để sản xuất và đòi hỏi thặng dư tài nguyên. Việc thụ phấn của hoa thụ phấn mở cũng phụ thuộc vào sự sẵn có của các tác nhân thụ phấn. Do đó, hoa thụ phấn mở thường phát triển khi tài nguyên như ánh sáng, nước, chất dinh dưỡng và thụ phấn cao.
Ngược lại với hoa thụ phấn mở, là thụ phấn kín ("hôn nhân kín") hoa, và sự thụ phấn của hoa thụ phấn kín được gọi là thụ phấn kín. Không giống như hoa thụ phấn mở, hoa thụ phấn kín vẫn được bảo quản một cách cơ học trong toàn bộ quá trình phát triển và sinh sản của chúng. Hình thái khép kín của hoa dị hình cản trở chúng phơi bày cơ quan sinh sản và buộc tự thụ phấn. Không cần các tác nhân thụ phấn, hoa dị hợp thiếu mật hoa và cánh hoa phức tạp, khiến chúng sản xuất ít tốn kém hơn nhiều so với hoa thụ phấn mở và được ưa chuộng phát triển trong điều kiện dưới mức tối ưu.
Ngoài thụ phấn mở và thụ phấn kín, nhiều loài thực vật sở hữu một hệ thống nhân giống hỗn hợp sử dụng cả hoa thụ phấn mở và thụ phấn kín. Hệ thống nhân giống này đã được đề cập dưới nhiều tên bao gồm thụ phấn kín thực sự, thụ phấn kín lưỡng hình, và hệ thống nhân giống hỗn hợp thụ phấn mở / thụ phấn kín. Trong hệ thống nhân giống hỗn hợp này, các loài tạo ra cả hoathụ phấn mở và thụ phấn kín trên cùng một cây. Hoa thụ phấn mở và thụ phấn kín có thể biểu hiện sự phân tách không gian và phát triển đồng thời ở các vị trí hình thái khác nhau, hoặc hai bông hoa có thể được tách ra theo thời gian và phát triển tại các thời điểm khác nhau trong mùa hoa. Hiếm khi, hai bông hoa cũng được ghi nhận là tách biệt về không gian và thời gian. Sự hiện diện của cả hai loại hoa cho phép các loài trong hệ thống nhân giống hỗn hợp thụ phấn chéo và tự thụ tinh. Điều này dẫn đến sự gia tăng đa dạng di truyền và đảm bảo thành công sinh sản trong điều kiện môi trường và thụ phấn thay đổi.